# كجيل إيفار لونديمون
كجيل إيفار لونديمون (بالنرويجية البوكمول: Kjell Ivar Lundemoen)‏ (مواليد 23 سبتمبر 1972) هو سبّاح نرويجي، مثّل بلاده في الألعاب الأولمبية الصيفية 1992.

## روابط خارجية
كجيل إيفار لونديمون على موقع الاتحاد الدولي للسباحة (الإنجليزية)
- كجيل إيفار لونديمون على موقع أوليمبيديا (الإنجليزية)